# نیتین بوس
نیتین بوس (انگلیسی: Nitin Bose; ۲۶ آوریل ۱۸۹۷ – ۱۴ آوریل ۱۹۸۶) کارگردان فیلم، فیلم‌بردار، و فیلم‌نامه‌نویس اهل هند بود.
وی کارگردان فیلم‌هایی همچون میلان، گنگا و جمنا و دیدار بوده‌است.